# Absolutely Sweet Marie
Absolutely Sweet Marie är en låt skriven och lanserad av Bob Dylan på albumet Blonde on Blonde 1966. Låten tillhör de med snabbast tempo på albumet och texten handlar om en kvinna vid namn Marie som sångaren längtar efter. Till låtens kändaste textfraser hör raden "To live outside the law you must be honest" (sv: För att leva laglöst måste du vara ärlig).
Dylan framförde låten på scen första gången 1988. Låten har spelats in av artister som The Flamin' Groovies (albumet Jumpin' in the Night 1979), The Everly Brothers (1986), Jason & the Scorchers (albumet Lost and found, 1985) och Ola Magnell (albumet Gaia med svensk text under titeln "Isa Bell"). George Harrison framförde den på The 30th Anniversary Concert Celebration då Dylan firade 30 år som artist.